# Praca Twórcza (miesięcznik białostocki od 1935)
Praca Twórcza: czasopismo Obozu Żydowskiego Pracy Twórczej w Białymstoku – miesięcznik wydawany od 1935 roku. Redaktorem był (w 1936 roku) Nochim Chwaszczewski. Honorowy komitet redakcyjny tworzyli: Mojżesz Schorr, Mejer Bałaban, Chaim Pozner, Gedali Rozenman, Hilary Mastbaum, Abram Tyktin, H. Łukaczewski, N. Pryłucki, J. Gotlib, E. Hillerowicz, K. Tesfoje, A. Golde, Józef Kuryniec, Jeruchim Bachrach, Irene Harand, E. Ziemilska, Fanny Grawe, Anna Tillemanowa, M. Drehlingerowa, Luba Warszawska.